# Collegio arcivescovile De Amicis
Il collegio arcivescovile Edmondo De Amicis di Cantù (Como) è stata una scuola cattolica fondata nel 1910 da mons. Giuseppe Edoardo Viganò (1878-1967) e chiusa dalla curia dell'arcidiocesi di Milano nel 2006. Fino al 2017 nel suo complesso hanno avuto sede il liceo scientifico De Amicis istituito nel 2006 dalla Cooperativa degli ex alunni del collegio arcivescovile, e il liceo artistico Luini avviato già nel 1975.
Nato sul preesistente convitto laico di Endimio Spezia, il collegio fu gestito per tutto il secolo dall'Ordine degli oblati dei Santi Ambrogio e Carlo e poi dalla Fondazione ambrosiana per la cultura e l'educazione cattolica (FACEC). Tra i suoi beni acquisiti nel corso del XX secolo, la colonia marittima di Alassio (Savona) denominata Villa San Giuseppe sita in località Costa Lupara e gli edifici storici situati in posizione sopraelevata nel centro cittadino di Cantù, dove si conservano oggi la biblioteca recentemente dedicata all'insegnante filosofo mons. Adolfo Asnaghi (1917-2007), la cappella con l'altare artistico dei fratelli Carlo e Luigi Rigola, il museo zoologico, quello mineralogico e quello scientifico.
Il collegio fungeva anche da biennio propedeutico per i seminaristi della Chiesa ambrosiana, che qui studiavano in qualità di prefetti chierici.